# Liasis
Liasis là một chi trăn có mặt ở Indonesia, New Guinea và Úc. Chi này có 5 loài còn sinh tồn cùng một loài hóa thạch lớn là L. dubudingala (ước tính dài đến 10 m (33 ft)).

## Phân bố địa lý
Những loài trăn này sống ở Indonesia (quần đảo Sunda Nhỏ) về phía đông đến New Guinea cùng bắc và tây Úc.

## Loài
| Loài         | Tác giả danh pháp             | Phân loại* | Tên thường gọi (tiếng Anh) | Phân bố địa lý |
| ------------ | ----------------------------- | ---------- | -------------------------- | --- |
| L. fuscus    | Peters, 1873                  | 0          | Brown water python         | Úc (Tây Úc, Lãnh thổ Bắc Úc, Queensland), quần đảo Sir Charles Hardy, đảo Cornwallis trong eo biển Torres, Papua New Guinea (vùng hạ nguồn sông Fly) và Indonesia (nam Papua) |
| L. macklotiT | A.M.C. Duméril & Bibron, 1844 | 1          | Macklot's python           | Quần đảo Sunda Nhỏ Roti, Samao, Timor, Wetar |
| L. olivaceus | Gray, 1842                    | 1          | Olive python               | Úc (Tây Úc, Lãnh thổ Bắc Úc, Queensland) |
| L. papuanus  | Peters & Doria, 1878          | 0          | Papuan olive python        | New Guinea |
| L. savuensis | Carmichael, 2007              | 0          | Savu python                | Quần đảo Sunda Nhỏ (đảo Sawu) |

*) không tính phân loài danh định

T) Loài điển hình